# The Long Voyage Home (film)
The Long Voyage Home is een Amerikaanse oorlogsfilm uit 1940 onder regie van John Ford. Het scenario is gebaseerd op het gelijknamige toneelstuk uit 1917 van de Amerikaanse auteur Eugene O'Neill. De film werd in Nederland pas in 1948 uitgebracht onder de titel De lange thuisreis.

## Verhaal
De bemanning van de SS Glencairn vaart naar Baltimore en haalt er een vracht dynamiet op. Vervolgens komt het schip in woelige wateren terecht. De bemanning kan de zenuwen amper in bedwang houden. Vooral als ze ontdekken dat een van de bemanningsleden een Duitse spion kan zijn.

## Rolverdeling
| Acteur           | Personage     |
| ---------------- | ------------- |
| John Wayne       | Olsen         |
| Thomas Mitchell  | Driscoll      |
| Ian Hunter       | Smitty        |
| Barry Fitzgerald | Cocky         |
| Wilfrid Lawson   | Kapitein      |
| John Qualen      | Axel          |
| Mildred Natwick  | Freda         |
| Ward Bond        | Yank          |
| Arthur Shields   | Donkeyman     |
| Joe Sawyer       | Davis         |
| J.M. Kerrigan    | Crimp         |
| Rafaela Ottiano  | Bella         |
| Carmen Morales   | Spaans meisje |
| Jack Pennick     | Johnny        |
| Bob Perry        | Paddy         |

## Prijzen en nominaties
| Jaar | Prijs  | Categorie               | Genomineerde(n)                          | Uitslag     |
| ---- | ------ | ----------------------- | ---------------------------------------- | ----------- |
| 1940 | Oscars | Beste camerawerk        | Gregg Toland                             | Genomineerd |
| 1940 | Oscars | Beste speciale effecten | R.T. Layton Ray Binger Thomas T. Moulton | Genomineerd |
| 1940 | Oscars | Beste montage           | Sherman Todd                             | Genomineerd |
| 1940 | Oscars | Beste muziek            | Richard Hageman                          | Genomineerd |
| 1940 | Oscars | Beste film              | John Ford                                | Genomineerd |
| 1940 | Oscars | Beste scenario          | Dudley Nichols                           | Genomineerd |